# Томас Хендрик Илвес
Томас Хендрик Илвес (ест. Toomas Hendrik Ilves; Стокхолм, 26. децембар 1953) је бивши председник Естоније, и члан Социјал-демократске партије.